# 政治預測
政治預測是針對選舉結果的預測。
自從有選舉以來，人們就想要預測選舉的結果。有關教宗繼任的賭注在1503年時就有記載，而當時已被稱為「老作法」。政治博彩在大不列顛也有很長的歷史。著名的例子包括十八世紀的輝格黨政治家Charles James Fox，他就被稱為是「頑固的賭徒」。他的傳記作者George Otto Trevelyan提到：「自1771年開始的這十年，Charles James Fox頻繁且明斷的針對當時的社會及政治事件賭博，而且金額不小。」。
在1936年科學民意調查問世之前，美国的賭博賠率與投票結果密切相關。自1936年起，舆论调查已經是政治預測中重要的一部份。後來也形成了预测市场，最早的是1988年的Iowa Electronic Markets。隨著統計技術的出現，選舉數據的處理也越來越簡單。不意外的，選舉預測成為賺錢的行為，有電話問卷公司、新聞機構、投注市場等。
為了預測選舉結果，學者們已經建立了投票行為的模型。這些預測是以有關公民在投票時所看重事物的理論以及經驗性證據為基礎。此預測模型會以一些高度聚合的預測變數為基礎，並且強調一些短期變化的現象，例如地區的經濟，目標是要最符合特定選舉的結果。
阿倫·李奇曼的《The Keys to the White House》是早期成功預測選舉的模型，現今仍在使用。因為納特·西爾弗以及FiveThirtyEight網站針對2008年美国总统选举的預測，有關美國選舉的預測開始受到大眾關注。現今也有許多模型試圖預測美國、英國或是其他國家的選舉。

## 方式

### 平均民意調查
結合幾次民意調查的結果可以減少因為單一民調而造成的預測錯誤。政治預測模型會包括平均的民意調查結果，例如RealClearPolitics民意調查平均值。

### Poll damping
Poll damping是在預測模型中，不使用不正確的公眾意見預測指標。例如，在初選期間的民意調查，對於最終投票的預測幫助不大。越接近選舉期間的民意調查，其準確性會越高。Campbell證實了在政治預測中poll damping的作用。

## 市場
預測市場可以針對選舉有很準確的預測結果，例如Iowa Electronic Markets。在一個研究中，比較了1988年至2004年五次總統選舉的964個預測，Berg et al. (2008) （页面存档备份，存于）證實了Iowa Electronic Markets正確的比率是74%。不過damped poll也證實有很好的效果，Erikson and Wlezien (2008)比較damped poll和Iowa Electronic Markets的預測，發現damped poll比所有的市場或是模型都要好。

## 回歸模型
政治科學家及經濟學家有時會針對以往選舉進行迴歸分析，這有助於預測政黨（例如美國的民主黨及共和黨）的投票情形。這個資訊也有助於政黨的總統候選人預測未來情勢。大部份的模型至少會有一個公眾意見變數、試驗熱點調查或是施政滿意度調查。
假設有民意調查數據和每個州的先前選舉結果，可以用貝葉斯統計來估計每一州針對各候選人投票的真實比例的後設分佈。每一次的民意調查可以依其年齡及大小進行加權，因此在接近選舉日前會產生高度動態的預測結果。